# Фабрика-кухня (Самара)
Фабрика-кухня в Самаре, также Фабрика-кухня Зи́Ма, — здание, построенное в 1932 году по проекту архитектора Екатерины Максимовой как фабрика-кухня для Завода имени А. А. Масленникова. Здание в плане представляет собой серп и молот. В здании размещается филиал Третьяковской галереи и Музей общепита. Находится по адресу: город Самара, ул. Ново-Садовая, 149.

## История создания
В декабре 1929 года Средневолжский крайисполком принял решение о строительстве фабрики-кухни с пропускной способностью 9000 обедов для завода № 42. Участок для строительства был отведён на пересечении улицы Ново-Садовой с проездом Масленникова. Первоначальный проект здания был выполнен проектной конторой этого же завода, но технический совет Средневолжского краевого управления строительного контроля выявил в данном проекте много недостатков, и к проектированию фабрики-кухни привлекли московское паевое общество «Нарпит» и архитектора Екатерину Николаевну Максимову, у которых уже был опыт строительства фабрик-кухонь в других городах СССР.
Открытие первой самарской фабрики-кухни (на 50 % мощности) состоялось 1 января 1932 года.
В 1944 году было решено реконструировать здание, проект реконструкции подготовил самарский архитектор И. Г. Салоникиди.

## Архитектура
По замыслу архитектора двухэтажное здание с подвалом должно было состоять из трёхчастной дуги («серп») и производственных помещений («молот»). На первом этаже «серпа» размещались вестибюль и гардероб, на втором — обеденные залы. Этажи соединялись шестью лестницами, три из которых были парадными и располагались в «серпе». Проектом предусматривалась летняя терраса для обедов на открытом воздухе.
Здание имело тщательно продуманную функционально-технологическую организацию. Из кухни, расположенной в «молоте», еда подавалась тремя конвейерами в обеденные залы (в «серпе»). У детского и диетического залов, а также магазина, парикмахерской и почты — отдельные входы с улицы. Загрузка складов производилась с хозяйственного двора. Там же расположились котельная и прачечная. Пар из котельной подавался в парораспределительницу, из неё — к варочным котлам, мармитам, мойкам. Движение готовых обедов и грязной посуды было организовано так, чтобы они не пересекались. Связь между обеденными залами и производственными помещениями осуществлялась семью подъёмниками.
Основным материалом в строительстве стал железобетон: каркас, перекрытия, колонны. Весь проект был выполнен в стиле конструктивизма. По дуге первого и второго этажей («серп») было запланировано почти сплошное остекление — с большими витражами и узкими простенками. Лестничные объёмы также были остеклены на всю высоту.
При реконструкции 1944 года для уменьшения теплопотерь здания витражи были заменены на стену с уменьшенными оконными проёмами, и здание получило более традиционный облик; также был ликвидирован центральный вход, а вместо него сделаны входы прямо на лестничные клетки. На первом этаже появилась горизонтальная рустовка.

## Современное состояние
После банкротства завода имени Масленникова в здании размещались кулинария, спортивные учреждения, бар «Сквозняк», ночной клуб, офисы.
В 1999 году здание было превращено в торговый центр «Пассаж». Внешние фасады обшили белым сайдингом. К 2011 году сайдинг был снят, здание не эксплуатировалось и не отапливалось, что вело к его постепенному разрушению. Благодаря интересу общественности, здание удалось отстоять. Аспирант Самарского государственного архитектурно-строительного университета Александр Исаков путем практически детективных поисков сумел выяснить личность архитектора здания.
В 2014 году Фабрика-кухня стала филиалом Государственного центра современного искусства (ГЦСИ). Был разработан проект по реконструкции здания — с восстановлением первоначального облика. Однако после разгрома ГЦСИ и передачи его наследия в РОСИЗО этот проект потерял организатора. Контракт с подрядчиком был расторгнут, а работы свернуты на начальной стадии, здание простояло зиму с демонтированной крышей и пришло в аварийное состояние.

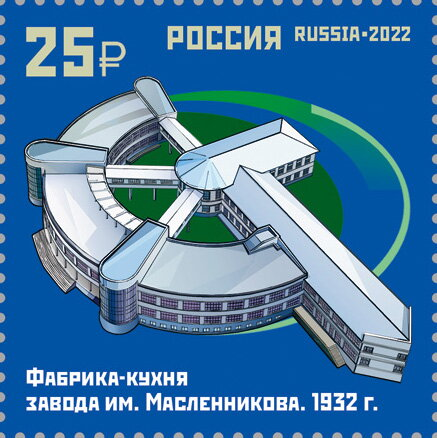
Почтовая марка 2022 год

Позднее руководство и общественность Самарской области выступили с инициативой об изменении первоначального проекта и создании здесь филиала Третьяковской галереи, которую поддержало Министерство культуры Российской Федерации, утвердив «дорожную карту», согласно которой работы на объекте под ключ должны быть завершены к 2021 году.
В августе 2019 года министром культуры России В. Р. Мединским был подписан указ об официальном создании филиала Третьяковской галереи в Самаре. В феврале 2020 года директор самарского филиала сообщил о ходе работ на объекте, указав при этом, что завершение реставрации в здании Фабрики-кухни и открытие филиала музея планируется в конце 2021 года, также на крыше здания планировалось летнее кафе и пространство для выставок.
В сентябре 2021 года завершились реставрационные работы и состоялась презентация первого филиала Третьяковской галереи в России. Галерея проводила проекты на других площадках города, дожидаясь открытия.
В конце мая 2024 года, после завершения реставрационных и организационных работ, состоялось открытие музея. Первой выставкой филиала Третьяковки стал  проект «На вкус и цвет. Образы еды в русском искусстве» — тематическая подборка произведений XIX-XXI веков.
Помимо филиала галереи, на первом этаже располагается музей советского общепита и образовательный центр.

## Культурный след

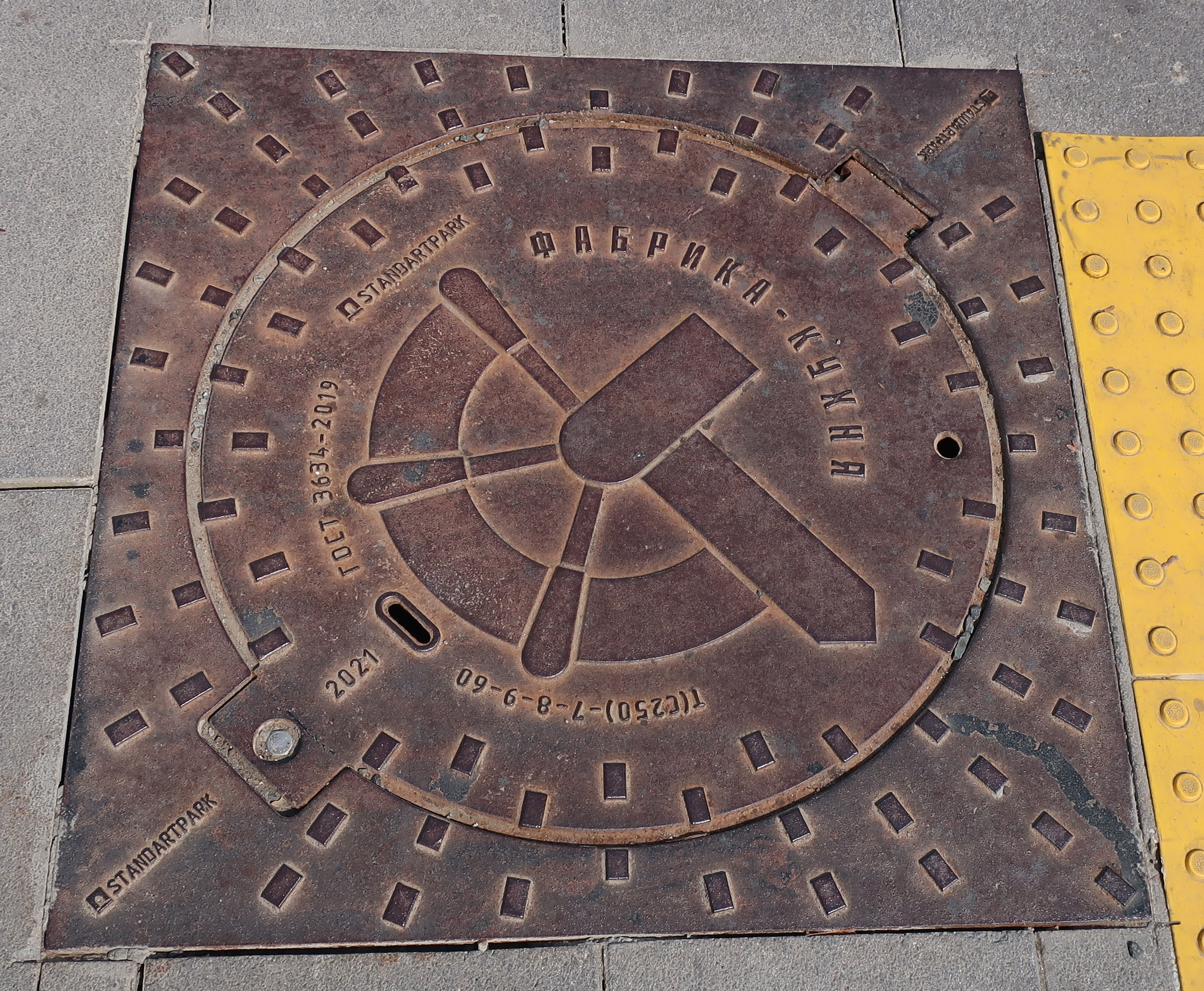
Тематический люк на колодце подземных коммуникаций возле фабрики-кухни (на люке изображен план здания)

- В 2022 году была выпущена почтовая марка Почты России, посвящённая зданию фабрики-кухни в Самаре
- Отдельные элементы инфраструктуры рядом со зданием фабрики-кухни увязаны с её архитектурным решением: «Супрематический куб» Николая Полисского[24] и «Сад баланса»[25]
- Для колодцев подземных коммуникаций возле фабрики-кухни были сделаны стилизованные люки с изображением на них плана здания